# 가스 폭발

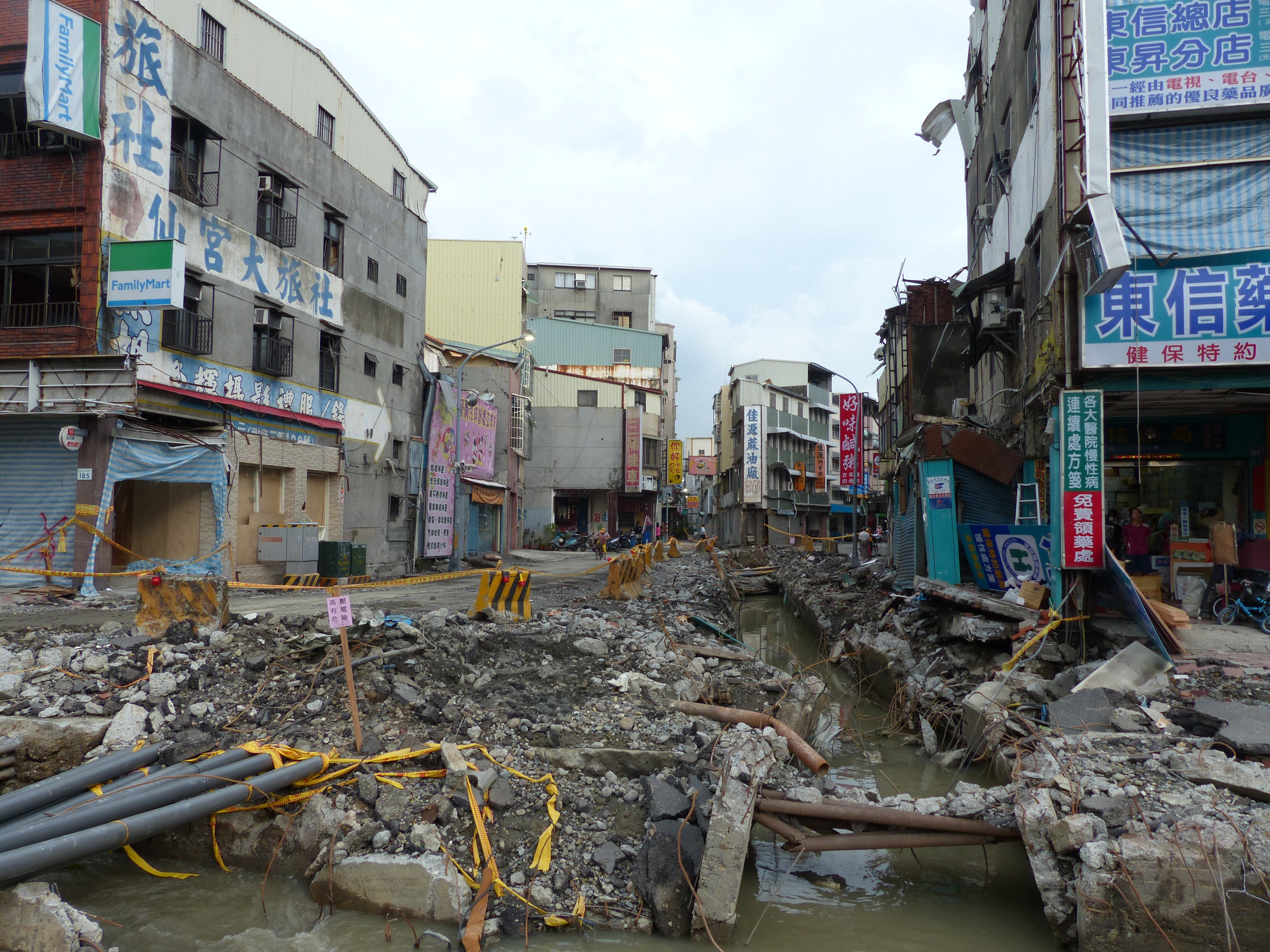

가스 폭발(-爆發)은 연료로 사용되는 기체가 급격한 화학 변화나 물리 변화를 일으켜 부피가 몹시 커져 폭발음이나 파괴가 뒤따라서 일어나는 사고, 불이 붙는 사고 등을 말한다.

## 원인
가스폭발사고는 고의에 의한 사고유발과 의도하지 않은 불가항력적인 상황에서 발생하는 사고로 나뉜다. 그밖에 온도와 압력 변화에 의한 사고도 있다.

## 피해
인명살상으로 확대 될 수 있을 뿐만 아니라 사후 트라우마를 유발하여 정신적 후유증을 낳기도 한다.

## 예
- 대구 상인동 가스 폭발 사고
- 아현동 도시가스 폭발 사고
- 익산 충전소 가스 폭발 사고
- 청량리 가스 폭발 사고
- 대구 대명동 가스 폭발 사고
- 광주 해양도시가스 폭발 사고
- 보팔 가스 누출 사고
- 2014년 가오슝시 가스 폭발 사고
- 덴로쿠 가스 폭발 사고
- 2014년 이스트할렘 가스 폭발

## 같이 보기
- 한국가스안전공사
- 한국소방안전협회
- 수소 폭탄